# Віленські каштеляни

Віленські каштеляни — посадова особа Великого князівства Литовського, Речі Посполитої, що з'явилася в 1413 році серед місцевих урядників у Віленському воєводстві. Каштелянський уряд був другим за значенням після воєводи.
Віленський каштелян був рівним по чину будь-якому з воєвод Великого князівства Литовського і Речі Посполитої, в старшинстві поступаючись лише краківському каштелянові.
- 1413 — Міхал Мінігайло
- 1418—1442 — Христин Остік
- 1445—1448 — Кезгайло Волімонтович
- 1451 — Петро Сенька Гедигольдович
- 1451—1458 — Судивой Волімонтович
- 1458 р. — Добеслав Кезгайлович
- 1461—1475 — Войцех Янович Монивид
- 1475—1477 — Радзивілл Остікович
- 1478—1485 — Ян Кезгайлович
- 1492—1511 — Олександр Юрійович Гольшанський
- 1512—1522 — Острозький Костянтин Іванович
- 1522—1527 — Станіслав Янович Кезгайло
- 1527—1541 — Юрій Радзивілл (Геркулес)
- 1544—1557 — Григорій Григорович Остік
- 1559—1561 — Єроним Ходкевич
- 1564—1572 — Григорій Ходкевич
- 1574—1579 — Ян Ходкевич
- 1579—1587 — Остафій Богданович Волович
- 1588—1591 — Ян Кишка
- 1593—1595 — Павло Миколайович Пац
- 1595—1617 — Єронім Ходкевич
- 1619—1620 — Януш Радзивілл
- 1621—1632 — Микола Янович Глібович
- 1633 р. — Кшиштоф Радзивілл
- 1633—1636 — Ольбрахт-Владислав Радзивілл
- 1636—1642 — Кшиштоф Ходкевич
- 1642—1644 — Микола Пій Сапіга
- 1644—1646 — Андрій Станіслав Сапега
- 1646—1660 — Ян Казимир Ходкевич
- 1660—1667 — Міхал Казимир Радзивілл
- 1667—1669 — Михайло Казимир Пац
- 1669—1670 — Кшиштоф Кезгайло Завіша
- 1670—1671 — Микола Стефан Пац
- 1672—1682 — Андрій Франциск Котович
- 1683—1685 — Ернест Денгоф
- 1685—1701 — Йосип Богуслав Слушко
- 1702—1703 — Януш Антоній Вишневецький
- 1703—1706 — Михайло Сервацій Вишневецький
  - За словами Міхала Вішневецького, на посаду був обраний Ян Миколай Радзивілл, але уряд не прийняв.
- 1709—1722 — Людовик Костянтин Потій
- 1722—1724 — Міхал Фридерик Чарторийський
- 1724—1741 — Казимир Чарторийський
- 1742—1744 — Михайло Казимир Радзивілл (Рибонька)
- 1744—1768 — Михайло Юзеф Масальський
- 1768—1775 — Іґнацій Огінський
- 1775—1790 — Михайло Єронім Радзивілл
- 1790—1795 — Мацей Радзивілл